# Enyedi Fazekas János
Enyedi Fazekas János (1619–1662) református lelkész.
Tanulmányait Gyulafehérváron kezdte, majd 1645–1651 között a franekeri, deventeri és leideni egyetemeken tanult teológiát. 1652-től kézdivásárhelyi, 1660-tól nagyenyedi lelkész lett. A puritanizmus követője. Nyomtatásban megjelent munkái:
- Disputationes XXII. Theologico-Practicae de Via salutis hoc est: de Electione, Redemtione, Vocatione, Justificatione, Sanctificatione, Glorificatione. Praeside Joanne Coccejo. Franekerae, 1648.
- Mennyei szó a lelki alombol valo fel serkenesröl, avagy VI együgyü praedikátiok a bünnek álmábol valo fel-serkenésröl, a bünnek halálábol valo fel-kelésröl és az Ur Jesus Christus Szent Lelke s kegyelme által valo mennyei, idvességes, lelki meg-világositásrol, mellyek iminnen amonnan egybe-szedegettettek és könnyü formában kibotsáttattak Enyedi F. Janos... mostan a kezdi-vasarhelyi anyaszentegyházbéli gyülekezetnek lelki-pásztora által az Ur Jesus Christus ditsössegere és az ö anyaszent-egyhazaban elö juhainak vérével meg-váltott hiveinek lelki épületekre... Várad, 1652. (és 1657. 1658-ban is Uo. Sándor István szerint.)